# Nenkō
Au Japon, la hiérarchie nenkō (年功序列, nenkō jōretsu) désigne le système par lequel les salariés touchent de plus en plus avec l'âge. Nenkō jōretsu peut se traduire par principe de séniorité, soit un avancement à l'âge.

## Historique
Ce système est en place depuis les années 1950.
Le 27 janvier 2015, Toyota dévoile un projet prévoyant de réduire le poids de l’ancienneté et d’intégrer plus de mérite dans les salaires, tout en proposant des avantages pour les employés ayant des enfants, tout cela pour attirer de jeunes talents. La position de Toyota pourrait faire école, et aboutir à la fin du système de rémunération à l’ancienneté, alors que les cadres de Sony, Hitachi et Panasonic sont déjà payés depuis 2014 à la performance.